# Zaur Tağızadə

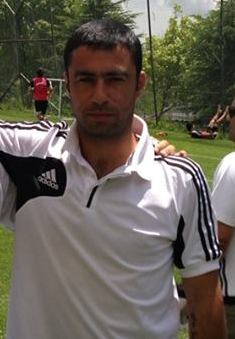
Zaur Tağızadə, 2013

Zaur Tağızadə (auch: Tagizade; * 21. Februar 1979) ist ein aserbaidschanischer Fußballspieler.

## Leben
Der Flügelstürmer, der von 1997 bis 2008 38 FIFA-Länderspiele (5 Tore) absolvierte, spielte während der Saison 2006/07 beim Fußballclub Neftçi Baku. Davor stand er unter anderem für Shafa Baku, ÍA Akranes, Flora Tallinn, Kür-Nur Mingəçevir, sowie Hammarby IF unter Vertrag. 2001 wurde er zu Aserbaidschans Fußballer des Jahres 2001 gewählt. Zwei Jahre später zog sich Tağızadə eine schwere Rückenverletzung zu, die eine einjährige Spielpause nach sich zog.